# 東浜町 (福島市)
東浜町（ひがしはまちょう）は、福島県福島市の町名。丁番を持たない単独町名である。郵便番号は960-8132。

## 地理
市の本庁所管にあたる中央東地域に属し、中心市街地の東部、阿武隈川左岸に位置する。東西は阿武隈川から福島市道32号矢剣町本内線にかけて、南北は福島市道桜木町腰浜町線から福島市道156号入江町桜木町線にかけての範囲を町域とする。北で堀河町と、南で腰浜町と、西で桜木町と、北西で八島町の南東角と、阿武隈川を挟み北東で岡部と、東で渡利とそれぞれ隣接する。上町に所在する 福島警察署及び天神町に所在する福島消防署のそれぞれ管轄にあたる。町内は住宅地が広がるほか、隣接する福島競馬場の関連施設や、下水処理施設などが立地する。

### 河川
- 阿武隈川

## 歴史
1940年代に従来の大字腰浜を廃し、地番呼称変更が行われ設置された。1964年に住居表示が実施され現在に至る。

## 世帯数と人口
2021年（令和3年）10月31日現在の世帯数と人口は以下の通りである。
| 町丁   | 世帯数  | 人口   |
| ------ | ------- | ------ |
| 東浜町 | 710世帯 | 1496人 |

## 小・中学校の学区
市立小・中学校に通う場合、学区は以下の通りとなる。
| 番地 | 小学校                 | 中学校                 |
| ---- | ---------------------- | ---------------------- |
| 全域 | 福島市立福島第三小学校 | 福島市立福島第二中学校 |

## 交通

### 鉄道
- 域内に鉄道施設は存在しない。

### 道路
- 福島市道30号曾根田三本木線
  - 三本木橋
- 福島市道32号矢剣町本内線
- 福島市道156号入江町桜木町線

### バス
福島交通路線バス
東浜町南
- 1番ポール
  - ヘルシーランド・東浜町経由福島赤十字病院
  - 東浜町経由福島赤十字病院
- 2番ポール
  - 新町経由福島駅東口
- 31番ポール
  - メロディバス

シルバー人材センター前
- 0番ポール
  - ヘルシーランド経由福島駅東口
  - 新町経由福島駅東口
  - 東浜町経由福島赤十字病院

東浜町
- 1番ポール
  - 福島赤十字病院
- 2番ポール
  - ヘルシーランド経由福島駅東口
  - 新町経由福島駅東口

## 施設
- 福島県庁県北家畜保健衛生所
- 福島市立東浜保育所
- 福島市シルバー人材センター
- 福島市東浜児童センター
- 福島バプテスト教会
- 福島交通福島支社
- 福島市下水道管理センター
  - 堀河町終末処理場